# Medusozoa
Medusozoa je klada u razdelu Cnidaria, i često se smatra podrazdelom. Uključuje klase Hydrozoa, Scyphozoa, Staurozoa i Cubozoa, a moguće i parazitske Polypodiozoa. Meduzozoani se razlikuju po tome što imaju stadijum meduze u svom često složenom životnom ciklusu, pri čemu je meduza obično telo u obliku kišobrana sa ubodnim pipcima oko ivice. Sa izuzetkom nekih Hydrozoa (i Polypodiozoa), sve se zovu meduze u fazi slobodno plivajuće meduze.